# Susana Abril
Susana Abril (Las Palmas de Gran Canaria, 10 de junio de 1988) es una actriz pornográfica española que inició su carrera en 2007.

## Biografía
Susana Abril realizó sus estudios secundarios en su ciudad natal, Las Palmas de Gran Canaria, y se trasladó a Barcelona a estudiar Ingeniería Técnica Aeronáutica. Haciendo un paréntesis en sus estudios en marzo de 2007, viajó a Manresa en abril, donde se introdujo en la industria del entretenimiento para adultos en el Salón del Sexo en catalán.
Estudió Economía en la Universidad de Barcelona.
Varios profesionales del sector se fijaron en ella y hasta ahora ha realizado trabajos para la web mmm100.net, Ann & Marc, Vendiocio y Ruta69 Films. Su nombre ya es popular en el sector y hasta ha trabajado con destacados directores en España, como Giancarlo Candiano para la producción Mi padre y con Nacho Vidal.

## Filmografía
- Mujeres satisfechas 2
- Mi padre (2007)
- Orgía de los Dp’s (2007)
- Parejas follando en el coche (2007)
- "Gimme 5″
- The Cast 2 (2007)
- Mete y saca a la española (2008)
- Putarronas españolas...follan como leonas 3 (2008)
- Verano afull (2008)
- Don Cipote De La Mancha (2009)
- Fui a buscar trabajo y me comieron lo de abajo (2010)